# レイナルド・ダグサ
レイナルド・ダグサ (Reynaldo Dagsa 1975年 - 2011年1月1日)は、フィリピンの政治家。

## 経歴
1975年フィリピンマニラ生まれ。
2011年1月1日に自宅前にて家族の写真を撮影していたところ、何者かに撃たれ病院に搬送される途中で死亡。享年35。埋葬はフィリピンのカローカンにて埋葬された。
死亡する直前に撮影していたダグサの家族の写真があり、その後ろに男が銃をカメラに向けて発砲した写真が残っている